# Oblężenie Tyru (586–573 p.n.e.)
Oblężenie Tyru – w latach 586–573 p.n.e. fenickie miasto Tyr było oblegane przez Nabuchodonozora II, oblężenie trwało 13 lat. Ostatecznie zawarty został pokój, na mocy którego Tyryjczycy złożyli królowi babilońskiemu daninę.
Wiadomości o oblężeniu zawarte są w  Księdze Ezechiela (29.18):

Synu człowieczy, Nabuchodonozor król babiloński, nałożył swojemu wojsku trudne zadanie przeciw Tyrowi: każda głowa wyłysiała i każde ramię się obnażyło, a przecież ani on, ani jego wojsko nie zdobyło w Tyrze nagrody za trudne zadanie, jakiego dokonano przeciw niemu.